# 오카모토 류노스케 (축구 선수)
오카모토 류노스케(일본어: 岡本 竜之介, 1984년 10월 9일 ~ )는 일본의 전 축구 선수이다.

## 구단 경력
과거 감바 오사카, 도쿠시마 보르티스에서 활동하였다.